# Сем Лейсі
Семюел Лейсі (англ. Samuel Lacey, 8 березня 1948, Індіанола, Міссіссіппі — 14 березня 2014, Канзас-Сіті, Міссурі) — американський професіональний баскетболіст, що грав на позиції центрового за декілька команд НБА, зокрема за «Сакраменто Кінґс», яка навіки закріпила за ним ігровий №44.

## Ігрова кар'єра
На університетському рівні грав за команду Нью-Мексико Стейт (1967–1970). 
1970 року був обраний у першому раунді драфту НБА під загальним 5-м номером командою «Цинциннаті Роялс». Проте професіональну кар'єру розпочав 1970 року виступами за «Цинциннаті Роялс/Канзас-Сіті-Омаха Кінгс», захищав кольори команди з Цинциннаті протягом наступних 11 сезонів. 1975 року взяв участь у матчі всіх зірок НБА.
З 1981 по 1982 рік також грав у складі «Нью-Джерсі Нетс».
Останньою ж командою в кар'єрі гравця стала «Клівленд Кавальєрс», до складу якої він приєднався 1982 року і за яку відіграв один сезон.

## Статистика виступів в НБА

### Регулярний сезон
| Сезон              | Команда                   | GP    | GS | MPG  | FG%  | 3P%  | FT%   | RPG  | APG | SPG | BPG | PPG  |
| ------------------ | ------------------------- | ----- | -- | ---- | ---- | ---- | ----- | ---- | --- | --- | --- | ---- |
| 1970–71            | «Цинциннаті Роялс»        | 81    | –  | 32.7 | .418 | –    | .687  | 11.3 | 1.4 | –   | –   | 13.5 |
| 1971–72            | «Цинциннаті Роялс»        | 81    | –  | 35.0 | .422 | –    | .704  | 12.0 | 2.1 | –   | –   | 11.6 |
| 1972–73            | «Канзас-Сіті-Омаха Кінгс» | 79    | –  | 37.1 | .474 | –    | .708  | 11.8 | 2.4 | –   | –   | 13.5 |
| 1973–74            | «Канзас-Сіті-Омаха Кінгс» | 79    | –  | 39.3 | .476 | –    | .749  | 13.4 | 3.8 | 1.6 | 2.3 | 14.2 |
| 1974–75            | «Канзас-Сіті-Омаха Кінгс» | 81    | –  | 41.7 | .427 | –    | .754  | 14.2 | 5.3 | 1.7 | 2.1 | 11.5 |
| 1975–76            | «Канзас-Сіті Кінгс»       | 81    | –  | 38.1 | .401 | –    | .759  | 12.6 | 4.7 | 1.6 | 1.7 | 12.8 |
| 1976–77            | «Канзас-Сіті Кінгс»       | 82    | –  | 31.6 | .422 | –    | .762  | 9.0  | 4.7 | 1.5 | 1.6 | 10.6 |
| 1977–78            | «Канзас-Сіті Кінгс»       | 77    | –  | 27.7 | .449 | –    | .717  | 8.3  | 3.9 | 1.6 | 1.4 | 8.6  |
| 1978–79            | «Канзас-Сіті Кінгс»       | 82    | –  | 32.0 | .502 | –    | .739  | 8.6  | 5.2 | 1.3 | 1.7 | 10.6 |
| 1979–80            | «Канзас-Сіті Кінгс»       | 81    | –  | 29.8 | .448 | .000 | .741  | 8.0  | 5.7 | 1.4 | 1.3 | 9.2  |
| 1980–81            | «Канзас-Сіті Кінгс»       | 82    | –  | 27.2 | .442 | .200 | .786  | 7.1  | 4.9 | 1.2 | 1.5 | 6.9  |
| 1981–82            | «Канзас-Сіті Кінгс»       | 2     | 1  | 10.0 | .600 | –    | .000  | 2.0  | 2.0 | 1.0 | .5  | 3.0  |
| 1981–82            | «Нью-Джерсі Нетс»         | 54    | 6  | 12.0 | .430 | .000 | .771  | 1.9  | 1.4 | .4  | .7  | 2.9  |
| 1982–83            | «Клівленд Кавальєрс»      | 60    | 33 | 20.5 | .420 | .222 | .784  | 3.9  | 2.0 | .5  | .4  | 4.2  |
| Усього за кар'єру  | Усього за кар'єру         | 1,002 | 40 | 31.8 | .441 | .188 | .738  | 9.7  | 3.7 | 1.3 | 1.5 | 10.3 |
| В іграх усіх зірок | В іграх усіх зірок        | 1     | 0  | 17.0 | .333 | –    | 1.000 | 7.0  | 1.0 | 2.0 | 1.0 | 6.0  |

### Плей-оф
| Сезон             | Команда                   | GP | GS | MPG  | FG%  | 3P%   | FT%  | RPG  | APG | SPG | BPG | PPG  |
| ----------------- | ------------------------- | -- | -- | ---- | ---- | ----- | ---- | ---- | --- | --- | --- | ---- |
| 1975              | «Канзас-Сіті-Омаха Кінгс» | 6  | –  | 44.0 | .377 | –     | .611 | 15.7 | 5.0 | 2.0 | 1.5 | 9.5  |
| 1979              | «Канзас-Сіті Кінгс»       | 5  | –  | 35.2 | .381 | –     | .789 | 10.2 | 4.2 | 1.8 | 2.0 | 9.4  |
| 1980              | «Канзас-Сіті Кінгс»       | 3  | –  | 33.7 | .381 | 1.000 | .750 | 7.3  | 4.3 | 2.3 | .7  | 6.7  |
| 1981              | «Канзас-Сіті Кінгс»       | 15 | –  | 35.5 | .420 | .000  | .857 | 8.0  | 5.3 | 1.9 | 1.5 | 10.0 |
| Усього за кар'єру | Усього за кар'єру         | 29 | –  | 37.0 | .401 | .250  | .776 | 9.9  | 5.0 | 1.9 | 1.5 | 9.4  |